# Nordanstig
Nordanstig è un comune svedese di 9 644 abitanti, situato nella contea di Gävleborg. Il suo capoluogo è la cittadina di Bergsjö.

## Località
Nel territorio comunale sono comprese le seguenti aree urbane (tätort):
- Bergsjö
- Gnarp
- Harmånger
- Hassela
- Ilsbo
- Jättendal
- Stocka
- Strömsbruk